# Christian Lupus

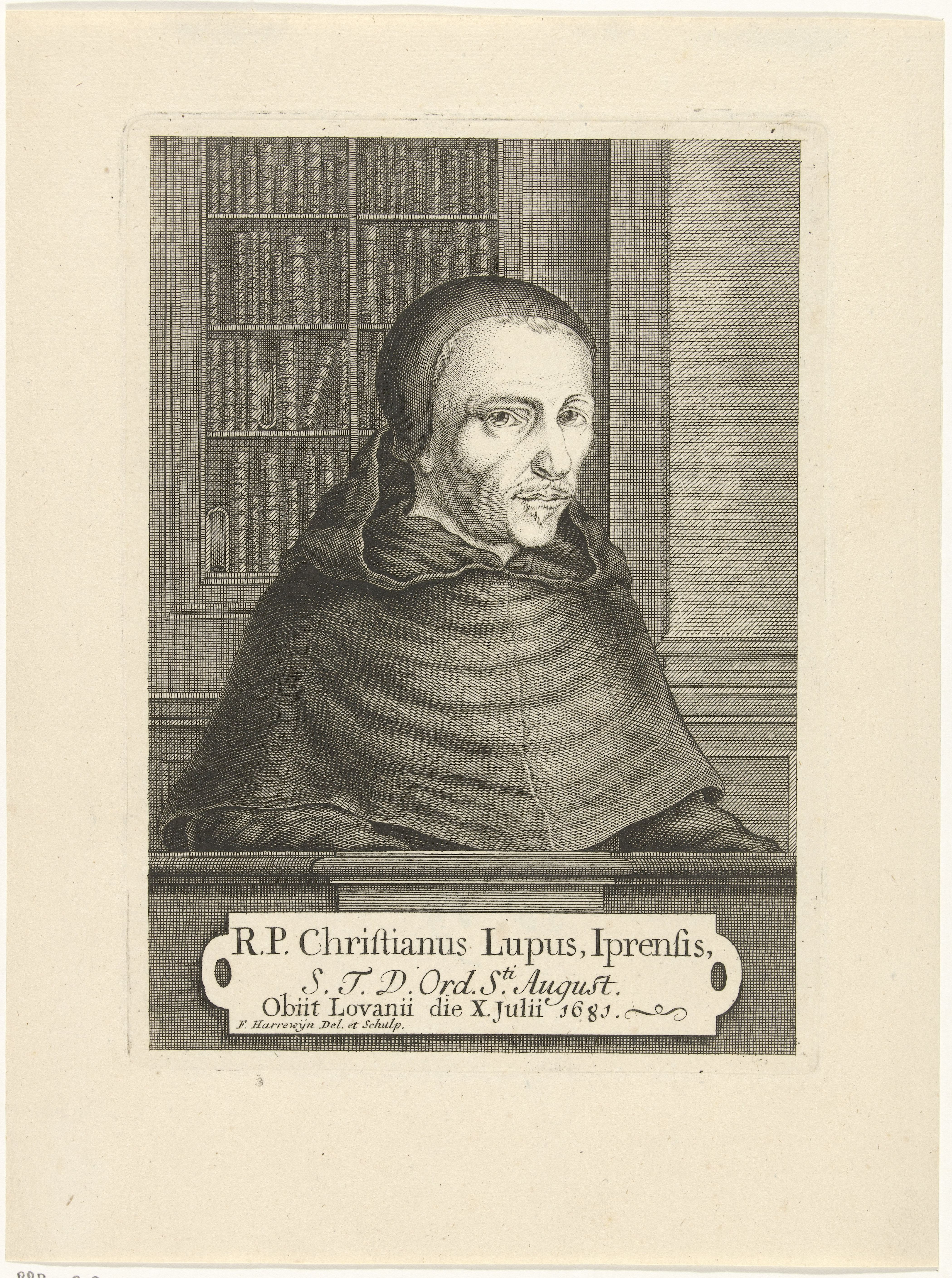
Christian Lupus

Christian Lupus, auch Christian de Wulf (* 17. Juni 1611 oder 23. Juli 1612 in Ypern; † 10. Juli 1681 in Löwen) war ein römisch-katholischer Theologe, Augustiner-Eremit und Hochschullehrer.

## Leben
Lupus wurde in den Humaniora am Jesuitenkolleg seiner Heimatstadt ausgebildet und trat anschließend in Ypern 1628 in den Augustinerorden ein. Seine Ordensprofess erfolgte am 18. April 1629. Danach studierte er bis 1631 in Gent Philosophie und von 1631 bis 1635 an der Universität Löwen Theologie. In den Jahren 1634 bis 1637 trat er bereits in Brüssel mit philosophischen Vorlesungen in Erscheinung. 1640 kam er als Dozent der Philosophie nach Köln, bevor er 1642 als Dozent der Theologie nach Löwen versetzt wurde. An der Universität Löwen erfolgte am 8. März 1642 seine Promotion zum Lic. theol. Aufgrund seiner Nähe zum Jansenismus wurde er 1645 vorübergehend aus dem Lehramt entfernt.
Lupus kehrte zunächst in das Augustinerkloster seiner Heimatstadt zurück und ging danach an das Kloster in Douai. Dabei widmete er sich hauptsächlich seinen historischen Studien, für die er auch in Rom Anerkennung genoss. 1652 kehrte er an die Universität Löwen zurück, wurde am 4. Februar 1653 zum Doktor der Theologie promoviert, aber sah sich weiterhin Verdächtigungen und Anfeindungen ausgesetzt, obwohl er sich durch den geforderten Eid von der Lehre des Jansenius distanzierte. Entsprechend begab er sich auf Einladung des Ordensgenerals 1655 nach Rom. Dort widerlegte er durch seine kirchenhistorischen Schriften den Jansenismus.
Lupus wurde am 12. Dezember 1662, nachdem er als Bote des Papstes fungierte, als ordentlicher Professor der Theologie an der Theologischen Fakultät der Löwener Universität aufgenommen. Er hatte viermal das Amt des Dekans inne. 1676 wählte ihn das Provinzkapitel zum Provinzial.

## Werke (Auswahl)
- Synodorum generalium ac provincialium decreta et canones scholiis, notis ac historica actorum dissertatione illustrati, Bände 1 und 2, Maius, Löwen 1665, Bände 3 bis 5, Brüssel 1673.
- Divinum... S.Petri... circa omnium... fidelium ad Romanam eius cathedram appellationes, adversum profanas hodie vocum novitates assertum privilegium Mainz 1681.
- Opera collecta, 7 Bände, Venedig 1724–1727 und Ergänzungsband, Bologna 1742.